# 毛巴戟天
毛巴戟天（学名：Morinda officinalis var. hirsuta）为茜草科巴戟天属下的一个变种。
与原变种的不同处为嫩枝和叶两面均密被透明长柔毛。 
产海南西部和中部。生于山地林下。